# Barry Lane (Sänger)

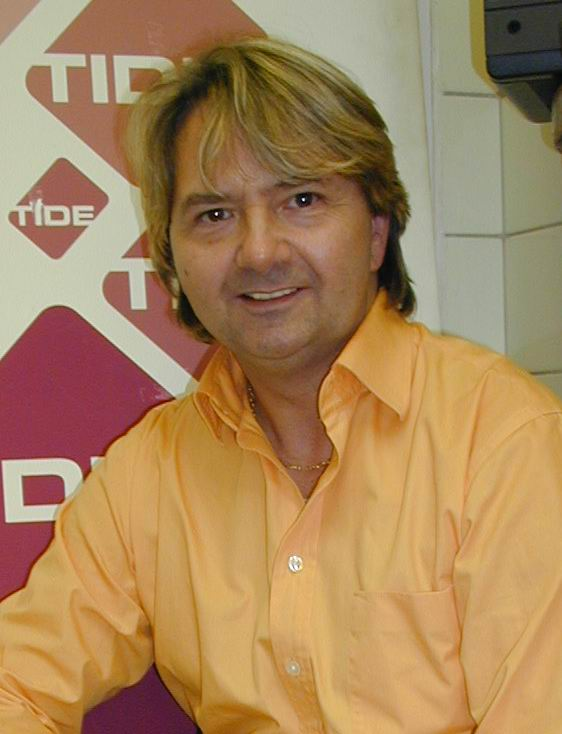
Barry Lane moderiert auf TIDE 96.0 (UKW)

Barry Lane (* 17. Januar 1955 in Hamburg) ist ein deutscher Sänger, Musiker, Komponist, Textdichter, Arrangeur, Produzent, Musikverleger und Radio-Moderator.

## Leben
Lane erlernt in frühen Jahren das Spielen von Schlagzeug, Saiten- und Tasteninstrumenten und stand mit seiner Band ASHBY 1969 in der Hamburger Musikhalle erstmals vor den Kameras des NDR. Mit der Pop- und Countryformation Tennessee (u. a. Tennessee Tonstudios) folgen Schallplattenverträge und Fernseh-, Rundfunk- und Festivalgastspiele. „Und der Himmel wurde wieder rot“ war die erste, 1982 von Joe Kirsten produzierte Solo-Single. Ein internationales Schlagerprogramm in 4 Sprachen aus eigenen Werken und Oldies ermöglichte dem gelernten Außenhandelskaufmann 1983 den Sprung in das Profilager.
1984 erhielt Barry Lane den Hamburger Autorenpreis für seine Komposition „Du musst das Leben erst erleben“.
1985 gelang dem Sänger und Autor mit dem Titel Take a Chance die Veröffentlichung in Deutschland, Italien, Spanien, Frankreich und Südafrika. In Deutschland rangierte dieser auf Platz eins der Disco-Charts. Neben TV-Auftritten in RTL, Sat.1, und NDR war Lane Stargast in drei italienischen Abendsendungen auf rai.
1987 gründete der Künstler die LaneSound Musikproduktion mit eigenem Tonstudio und konnte auch als Produzent von volkstümlichen Schlagern (z. B. „Holstein-Lied“ Otto Fürst, „Frei so wie der Wind“ Hannelore und die Sternenkinder) Erfolge verbuchen.
1988 folgten die Anmeldung des Polysong Musikverlages sowie die Übernahme des  Labels Sunrise.
Als Moderator seiner dreistündigen Barry Lane Show unter dem Motto „Musik und Talk von Küste zu Küste“ interpretierte der Musiker u. a. maritime Melodien auf persönliche Art und spielte einen Bühnen-Sketch. In Zusammenarbeit Barry Lane & Das Polizeiorchester Hamburg entstand die Hommage an die Heimatstadt: „Hamburg, ich gehöre zu dir“. Er trat damit auf der Open-Air-Bühne im Tierpark Hagenbeck und in der Friedrich-Ebert-Halle, Harburg auf.
Seit dem 6. Dezember 2004 moderierte Barry Lane acht Jahre lang Mittwochnachmittags Die Barry Lane Show auf TIDE 96.0 (UKW). Diese Live-Magazinsendung bestand aus Unterhaltung, Talks und Tipps und präsentierte Persönlichkeiten aus Kultur und Medien. Die letzte Live-Sendung wurde am 12. Dezember 2012 ausgestrahlt.
Im Jahr 2012 nahm Barry Lane Schauspielunterricht und wurde als Darsteller für die ARD-Fernsehproduktionen Morden im Norden und Die Pfefferkörner engagiert.
Eine Rolle in dem 2015 gedrehten Videoclip So da wie noch nie der Elektro-Punkband Frittenbude führte den Schauspieler 2017 zum Filmfest Schleswig-Holstein. Das von Regisseur Aron Krause eingereichte Werk wurde für die Sparte „Kurzfilm“ nominiert.

## Diskografie
- 1982: Und der Himmel wurde wieder rot
- 1984: Du musst das Leben erst erleben
- 1985: Take a Chance
- 1986: Journey to the Moon
- 1987: Blue Body Dancer
- 1988: Young Girl
- 1988: Hits from Holland (m. Second Chance)
- 1989: In a Night like This
- 1989: Gib der Liebe Zeit
- 1990: Save the Last Dance for Me
- 1990: Disco Medley (m. Second Chance)
- 1991: Hearts Are Burning
- 1992: Traumfrau (m. Tennessee)
- 1993: Seefahrts-Medley
- 1994: Disco Dancing (m. Second Chance)
- 1995: Lasst uns froh und munter sein (m. Tennessee)
- 1996: Living On Stage
- 1997: La Dolce Vita Italo-Hitmix
- 1998: Peace tor the Children
- 1999: Tango auf Mallorca
- 2001: Hamburg, ich gehöre zu dir (m. d. Polizeiorchester Hamburg)
- 2006: Du bedeutest mir so viel/Take My Heart (Barcarole, Jacques Offenbach)
- 2007: Schlagerparty
- 2007: Auch wenn wir zwei nicht zusammen sind (m. Lisa Martin)
- 2008: Ich wünsche mir vom Leben
- 2009: Mein Engel flieg’ mit mir (m. Lisa Martin)
- 2010: Eine Lady
- 2011: Ich denk’ an dich, Roy
- 2012: Renner von damals (Deutsche Oldies)
- 2013: Liebe auf dem Berg (m. Lisa Martin)
- 2014: Frieden auf Erden
- 2015: Hits of the 80’s
- 2016: Back to Paris (Pop Classics and New Songs)
- 2017: Liebe im Büro
- 2018: Journey To The Moon (Remake Barry Lane & Vanello)
- 2019: Journey To The Moon (ZYX Space Mix Italo Super Hits – Best of 2018)
- 2023: Fire (Bruce Springsteen Cover)
- 2024: Happy Birthday To You (Disco Version)